# Amblyornis
Amblyornis és un gènere d'ocells de la família dels ptilonorínquids (Ptilonorhynchidae) que habita la selva humida de Nova Guinea.

## Llista d'espècies
Se n'han descrit quatre espècies dins aquest gènere:
- Amblyornis macgregoriae - jardiner de Lady Macgregor.
- Amblyornis subalaris - jardiner de crinera taronja.
- Amblyornis inornata - jardiner bru.
- Amblyornis flavifrons - jardiner de crinera groga.